# 3I/ATLAS
3I/ATLAS oder C/2025 N1 (ATLAS), der zunächst als A11pl3Z katalogisiert wurde, ist ein Komet, der 2025 entdeckt wurde. Es ist das dritte innerhalb des Sonnensystems beobachtete Objekt, das als interstellar klassifiziert wurde – nach ʻOumuamua im Jahr 2017 und Borisov im Jahr 2019.

## Entdeckung und Beobachtung
Das astronomische Frühwarnsystem Asteroid Terrestrial-impact Last Alert System (ATLAS) entdeckte am 1. Juli 2025 mit einem Teleskop am El-Sauce-Observatorium in Chile auf vier Aufnahmen ein Objekt bei einer Helligkeit von 17,8 mag, das möglicherweise der Erde nahekommen könnte (Near-Earth Object, NEO). Es konnte umgehend festgestellt werden, dass das Objekt bereits seit dem 14. Juni mehrfach mit der Zwicky Transient Facility (ZTF) am Palomar-Observatorium in Kalifornien und mit ATLAS in Chile, Südafrika und auf Hawaiʻi beobachtet worden war, und es konnten dadurch erste Bahnbestimmungen durchgeführt werden.
Dabei zeigte es sich, dass sich das Objekt auf einer stark hyperbolischen Bahn bewegt, die es nicht nahe zur Erde bringt. Da es auch Anzeichen einer kometarischen Aktivität gab, wurde der Himmelskörper als drittes interstellares Objekt und als Komet eingestuft und erhielt seine entsprechende Bezeichnung. In der Folge konnte der Komet sogar auf Aufnahmen der ZTF aufgefunden werden, die bis zum 22. Mai 2025 zurückreichen, als seine Helligkeit noch bei 20,5 mag lag.
Der Komet befand sich zum Zeitpunkt seiner Entdeckung bei etwa 4,51 AE Sonnenabstand im Bereich des äußeren Asteroidengürtels zwischen den Umlaufbahnen der Planeten Jupiter und Mars und bewegte sich weiter auf die Sonne zu. Seine Helligkeit wird erwartungsgemäß bis zu seiner größten Sonnennähe weiter zunehmen, er wird aber nur mit starken optischen Hilfsmitteln oder größeren Teleskopen beobachtbar sein. Ab Ende September/Anfang Oktober wird er von der Erde aus zunächst nicht mehr zu sehen sein, da er dann am Abendhimmel zu nahe bei der Sonne steht. Ab Anfang November ist er dann wieder am Morgenhimmel zu beobachten.

## Bahn des Kometen
Für den Kometen konnte (Stand: 21. Juli 2025) aus 762 Beobachtungsdaten über einen Zeitraum von 60 Tagen eine stark hyperbolische Bahn bestimmt werden, die um rund 175° gegen die Ekliptik geneigt ist. Sie verläuft damit nahezu in der Bahnebene der Planeten, aber er bewegt sich retrograd zu ihnen. Im sonnennächsten Punkt (Perihel), den der Komet voraussichtlich um den 29. Oktober 2025 durchlaufen wird, wird er etwa 203,0 Mio. km von der Sonne entfernt sein und sich zwischen den Umlaufbahnen von Mars und Erde bewegen. Dem Mars wird sich der Komet um den 3. Oktober bis auf etwa 29,0 Mio. km (0,19 AE) nähern, aber der Erde wird er um den 19. Dezember nicht näher kommen als bis auf etwa 269,1 Mio. km (1,80 AE). Um den 16. März 2026 wird er den Jupiter in einem Abstand von etwa 53,4 Mio. km (0,36 AE) passieren.

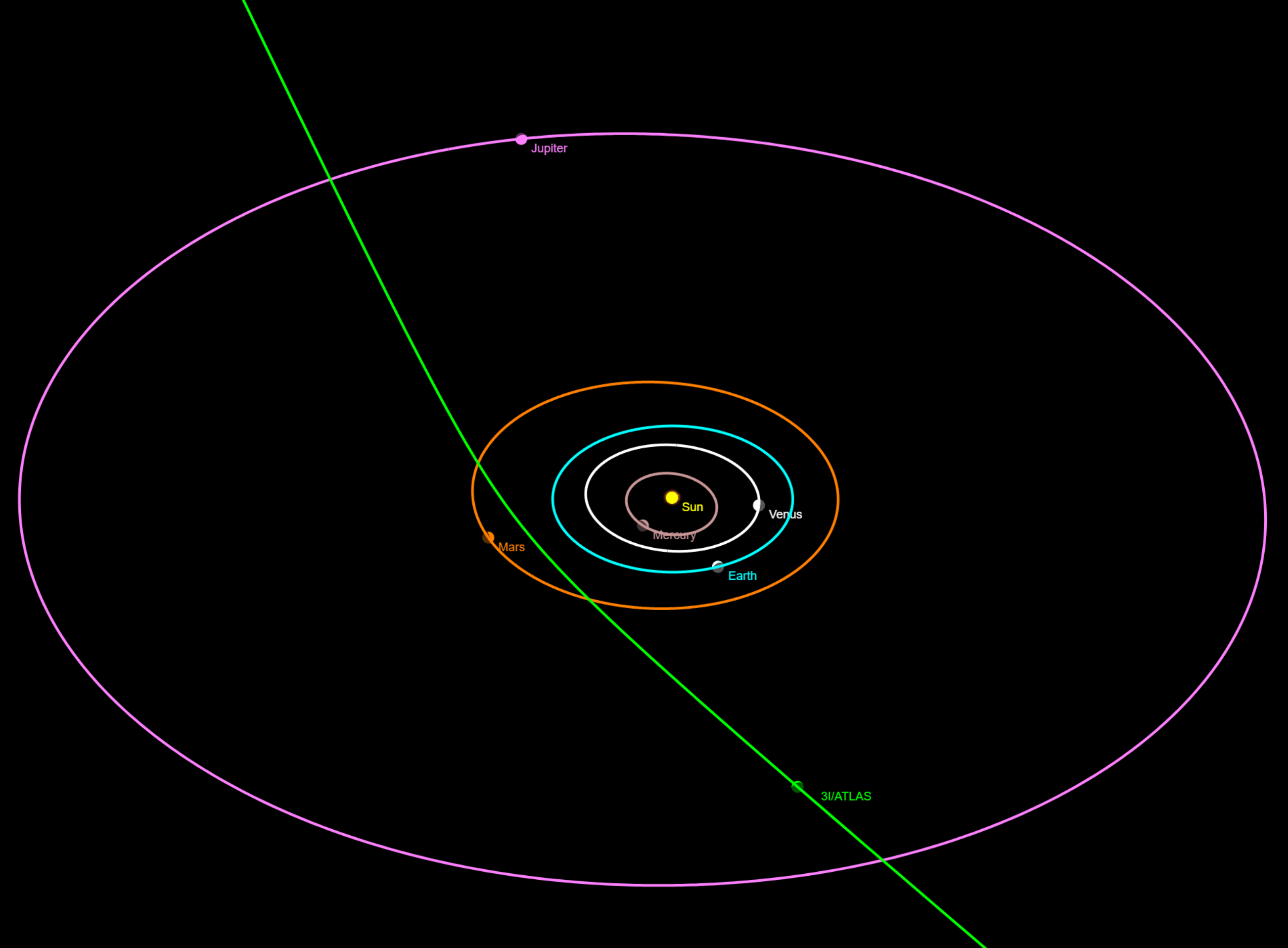
Bahn von 3I/ATLAS durch das Sonnensystem (von rechts unten nach links oben)

Um den 24. November 2025 wird sich der Komet der Umlaufbahn des Mars bis auf einen geringen Abstand von etwa 2,7 Mio. km (0,018 AE) annähern, der Planet befindet sich zu diesem Zeitpunkt aber bereits weit entfernt.
Nach den Bahnelementen, wie sie in der JPL Small-Body Database angegeben sind, hatte die Bahn von 3I/ATLAS lange vor der Passage des inneren Sonnensystems noch eine Exzentrizität von etwa 6,163. Durch die Anziehungskräfte der Planeten wird seine Bahn nur wenig beeinflusst, seine Bahnexzentrizität wird zukünftig geringfügig auf etwa 6,143 verringert.
Der Komet näherte sich dem Sonnensystem aus Richtung des Sternbilds Schütze. Bei seinem Flug wird er durch die Anziehungskraft der Sonne um etwa 18,7° aus seiner ursprünglichen Bewegungsrichtung abgelenkt, so dass er sich zukünftig in Richtung der Grenze zwischen den Sternbildern Zwillinge und Orion entfernt. Durch seine hohe Geschwindigkeit könnte er bereits in etwa 8000 Jahren die Oortsche Wolke in 100.000 AE Abstand zur Sonne durchstoßen und dann mit noch etwa 58,0 km/s das Sonnensystem verlassen und in den interstellaren Raum zurückkehren.

## Herkunft und galaktische Einordnung
Erste Modellrechnungen mit dem Ōtautahi-Oxford-Populationsmodell zeigen eine hohe Wahrscheinlichkeit, dass 3I/ATLAS tatsächlich aus der dicken Scheibe („Thick Disk“) der Milchstraße stammt – was ihn zum ersten bekannten ISO dieser Population macht. Der entscheidende Hinweis ist vor allem die vertikale Bahngeschwindigkeit (W-Komponente), die im Rahmen dieses Modells charakteristisch ist.

## Physikalisch-chemische Zusammensetzung
Nach dem Modell stammt das Objekt aus einer Region mit niedriger Metallizität, was wiederum auf eine hohe Wasserstoff- und Eisfraktion hindeutet. Schon bei rund 4,4 AE vom Sonnensystemkern wurde eine leichte Komaaktivität beobachtet, was eine solide Bestätigung dieses Szenarios darstellt.

## Altersabschätzung
Die Analyse zeigte außerdem, dass das Objekt wahrscheinlich älter ist als 1I/ʻOumuamua und 2I/Borisov; jüngere Alternativen unter 1 Milliarde Jahren gelten als unwahrscheinlich. Dennoch bleibt die Altersbestimmung aufgrund großer Unsicherheitsbereiche eher vage.

## Keine gemeinsame Herkunft mit früheren ISOs
Eine vergleichende Analyse der Bewegungsparameter macht deutlich, dass 3I/ATLAS mit extrem hoher Wahrscheinlichkeit nicht aus demselben Stern- oder Haufensystem stammt wie 1I oder 2I. Eine isolierte, unabhängige Entstehung liegt näher und wird vom Modell unterstützt.

## Größe, Aktivität und Populationsstatistik
Mit einem geschätzten Durchmesser bis zu 24 km – realistischer sind ~4–5 km – zählt 3I/ATLAS zu den größten bekannten interstellaren Objekten. Dies legt nahe, dass große ISOs häufiger auftreten könnten als bisher angenommen. Die frühzeitige Aktivität bei rund 4,4 AE deutet auf eine hohe Flüchtigkeitskomponente im Material des Körpers hin.

## Entdeckungsbias und Zukunftsperspektiven
Obwohl seine Bahnparameter, wie das Argument des Perihels und der Eintrittswinkel, ungewöhnlich sind, liegen sie innerhalb der erwarteten Bandbreite des Ōtautahi-Oxford-Modells. Observatorien wie das Vera C. Rubin Observatory könnten zukünftig mehrere solcher Objekte finden, möglicherweise bis zu 50 pro Jahrzehnt, darunter auch große Exemplare wie 3I/ATLAS.

## Anderslautende Einschätzungen
Der Astrophysiker Avi Loeb von der Harvard University glaubt, dass 3I/ATLAS ein technologisches Objekt in Form einer außerirdischen Raumsonde sein könnte, da er durch eine stochastische Erhebung vermutet, dass seine Flugbahn nur mit einer geringen Wahrscheinlichkeit zufällig ist, da sie mit den Ekliptikebenen von Venus, Mars und Jupiter übereinstimmt. Darüber hinaus spräche die Reflexion des Sonnenlichtes nicht für einen Kometen, da das Hubble-Weltraumteleskop zwar eine Staubspur erkannt hat, diese jedoch nicht hinter dem Kometen, sondern vor ihm verläuft.